# Paratrichobius
Paratrichobius is een vliegengeslacht uit de familie van de luisvliegen (Hippoboscidae).

## Soorten
- P. americanus Peterson and Ross, 1972